# Дванадцять карбованців
Дванадцять рублів (платинова монета) (12 рублів на срібло) - платинова монета Російської імперії номіналом дванадцять рублів. Чеканилась за указом Миколи I Санкт-Петербурзьким Монетним двором в 1830-1845.

## Аверс
У колі, обрамленому променевим обідком, центром розташовано рельєфне зображення герба Росії — коронованого двоголового орла, що тримає скіпетр і державу.

## Реверс
У подвійному променевому обідку розміщується трирядковий напис: « · 12 · | РУБЛІВ | НА СРІБЛО», під нею у два рядки позначення року та місця карбування. Круговий напис за годинниковою стрілкою визначає зміст дорогоцінного металу: «9 ЗОЛ. 68 ДОЛ. ЧИСТОЇ УРАЛЬСЬКОЇ ПЛАТИНИ».